# W. R. Grace and Company
W. R. Grace and Company ist ein US-amerikanisches weltweit tätiges Spezialchemieunternehmen mit Sitz in Columbia, US-Bundesstaat Maryland. Das Unternehmen wurde 1854 durch William Russell Grace (1832–1904) gegründet, der zeitweilig auch Bürgermeister der Stadt New York war.
Das Unternehmen hat in fast 40 Ländern Tochtergesellschaften und beschäftigt etwa 3.700 Mitarbeiter. Der Jahresumsatz liegt bei ca. 1,6 Milliarden US-Dollar. In Deutschland hat W. R. Grace unter anderem Tochterunternehmen in Worms (Grace GmbH & Co. KG, ) mit 900 Mitarbeitern, Düren (Grace Silica GmbH) und Lügde (Grace Bauprodukte GmbH).

## Geschichte
1954 übernahm die W. R. Grace die Dewey and Almy Chemical Company und die Davison Chemical Company. 2001 musste das Unternehmen wegen verschiedener Schadenersatzforderungen Insolvenz anmelden. Im Jahr 2013 kaufte W. R. Grace den Geschäftsbereich Polypropylenkatalysatoren von Dow Chemical. Zum 3. Februar 2014 konnte die Firma den Gläubigerschutz wieder verlassen.
Der Geschäftsbereich Betonzusatzmittel (z. B. Trennmittel und Farbstoffe) wurde Anfang 2016 als GCP Applied Technologies abgespalten und an die Börse gebracht.
Mitte 2016 übernahm W. R. Grace den Geschäftsbereich Polyolefinkatalysatoren von der BASF.
Im April 2021 wurde W. R. Grace durch die amerikanische Holding Standard Industries für 7 Mrd. Dollar übernommen.

## Gerichtsverfahren
W. R. Grace förderte Vermiculit, einen Glimmerschiefer, der sich bei Erhitzung im Volumen vervielfacht und in der Form von Granulat zu feuerfestem federleichtem Dämmmaterial wird. 80 Prozent der weltweiten Vermiculitförderung kam von W. R. Grace aus Libby im US-Bundesstaat Montana. Zusammen mit dem an sich harmlosen Vermiculit wurde jedoch Tremolit, eine spezielle Form von Asbest, aus dem Berg gefördert. In der Folge kam es zu etwa 250.000 Anzeigen gegen W. R. Grace and Company; im Wesentlichen von Kunden, die das Dämmmaterial verarbeiteten beziehungsweise verwendeten. 187 der Anzeigen kamen von Minenarbeitern und ihren Familien in Libby.
Am 11. September 2006 sollte vor dem Bundesgericht in Missoula der Prozess gegen führende Mitarbeiter des Grace-Konzerns beginnen. Ihnen wurde zur Last gelegt, die zuständigen Behörden nicht über die Asbestgefährdung informiert und die späteren Untersuchungen behindert zu haben. Der Richter Donald Molloy ließ die Anklage der wissentlichen Gefährdung der Menschen im Tal nicht zu; er berief sich dabei auf die Verjährungsfrist von fünf Jahren.
Die Zahl dieser Schadenersatzforderungen gegen W.R. Grace stieg von Jahr zu Jahr kontinuierlich an und W. R. Grace begab sich im Jahr 2001 schließlich zur Beantragung von Gläubigerschutz unter Chapter 11.
In Woburn, Massachusetts, vergifteten Grace und Beatrice Foods 1979 das Grundwasser und Grace zahlte 8 Millionen US-Dollar durch eine außergerichtliche Einigung mit den Familien von sieben Kindern aus Woburn, die Leukämie bekamen, weil sie vergiftetes Wasser getrunken hatten (Basis des Films Zivilprozess).

## Produkte
Grace ist ein führender Katalysatorhersteller. Es werden FCC-Katalysatoren (Lanthanoxid/Zeolith), Hydroprocessing-Katalysatoren, die unter über die Joint Venture Advanced Refining Technologies mit Chevron vermarktet werden sowie Metallocen-Katalysatoren für die Herstellung von Polyolefinen hergestellt. So ist z. B. Raney-Nickel eine Handelsmarke von Grace.
Der Geschäftsbereich „Materials Technologies“ produziert Kosmetik- und Lebensmittelzusätze, Mattierungsmittel, Rostschutzpigmente, Farben-, Lack- und Papier-Additive auf Basis von Kieselgel und amorphen Aluminosilikaten. Außerdem werden Füller für Gummi und Adsorbentien aus Siliciumdioxid hergestellt.